# Denisse Angulo
Denisse Angulo (Guayaquil, 11 novembre 1992) est une présentatrice de télévision équatorienne, révélée par le l'émission de téléréalité Combat (RTS).

## Jeunesse et études
À partir de l'âge de 7 ans, Denisse Angulo pratique l'athlétisme, un sport qu'elle abandonne à l'âge de 18 ans faute de soutien public.
Elle étudie la Communication sociale à la FACSO (Faculué de Communication Sociale) de l'Université de Guayaquil en 2015 et 2016.

## Carrière à la télévision

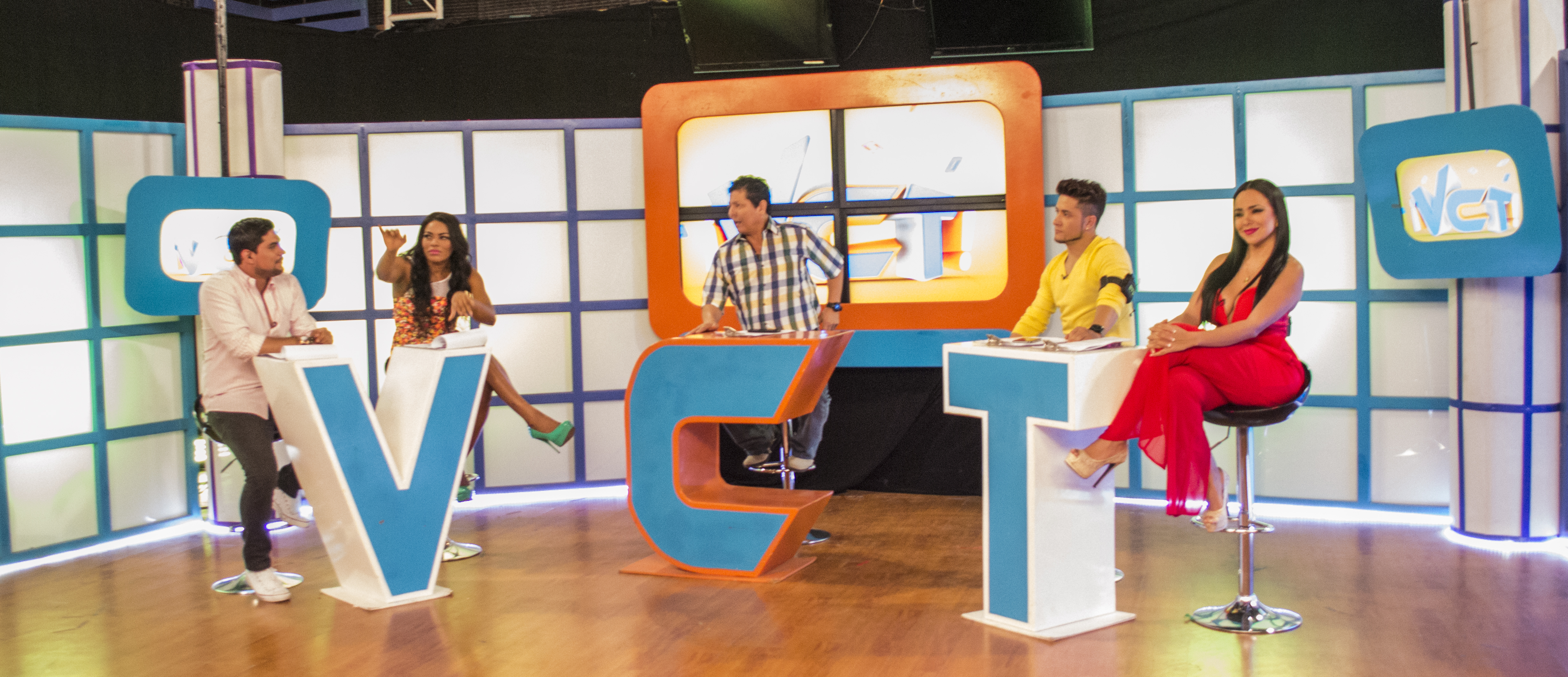
Sur le plateau de Vamos con Todo en 2014. de gauche à droite: Emilio Pinargote, Denisse Angulo, Oswaldo Segura, Jorge Heredia et Adriana Sánchez.

Denisse Angulo a fait ses débuts à la télévision dans l'émission de téléréalité Supermodel de TC Televisión en 2010, dont elle a atteint les quarts de finale.
Elle est ensuite (2011-2012) l'une des candidates du Reality show Combate sur RTS, puis participe comme conductrice au programme A toda maquina sur Canal Uno.
En 2012, dans le programme argentin ShowMatch, Denisse Angulo est victime de moqueries et d'attaques vulgaires et sexistes portant sur son nom et sa couleur de peau de la part du présentateur José María Listorti.
En 2014, elle participe de nouveau au reality Combate, en faisant équipe avec Oswaldo Vargas, Paco Gemelo, Karina Hidalgo, Michela Pincay et Jorge Heredia, ses collègues des premières saisons, face à de nouveaux participants dans une émission spéciale Combate X.
Elle rejoint ensuite le programme people Vamos con todo sur RTS comme reporter puis présentatrice aux côtés de Oswaldo Segura, Jorge Heredia, Emilio Pinargote, Carla Sale et Adriana Sánchez,, auquel elle participe jusqu'en 2015.
Elle devient alors présentatrice de l'émission éducative PluriTV en 2015, où elle succède à María Mercedes Cuesta.
En 2021, elle participe à l'émission de télé-réalité de danse Soy el mejor  sur TC Telévision, qu'elle remporte. En 2022, elle anime la sixième saison de cette émission aux côtés de Ronald Farina et Carolina Jaume.

### Concours de beauté
En 2011, elle remporte le concours de la Miss Reef Équateur, et en 2012 le titre de Miss Sea World au Pérou.
En avril 2015, après 3 semaines de préparation et 3 ans sans avoir participé à un concours de beauté, Angulo représente l'Équateur à Miss Model Revolution International (Porto Rico), concours qu'elle remporte,

## Vie personnelle
Denisse Angulo épouse en 2021 Michael Ochoa, avec qui elle est en couple depuis l'âge de 19 ans, et père de ses deux enfants, Santiago (né en 2016), et Martín (né en 2018 aux États-Unis, où réside le couple),.
Denisse Angulo est la nièce de Carmen Angulo, comédienne et actrice équatorienne.

## Carrière à la télévision
| Année     | Programme              | Rôle          |
| --------- | ---------------------- | ------------- |
| 2022      | Soy el mejor           | Présentatrice |
| 2021      | Soy el mejor           | Concurrent    |
| 2016-2017 | PluriTV                | Présentatrice |
| 2014-2015 | Vamos con todo         | Présentatrice |
| 2013      | A toda máquina         | Présentatrice |
| 2011-2012 | Combate                | Concurrente   |
| 2010      | Quiero ser supermodelo | Concurrente   |